# Спиридонов, Михаил Григорьевич
Михаил Григорьевич Спиридонов (род. 28 апреля 1952 года, Уфа, РСФСР, СССР) — российский художник. Член Союза художников (1996).

## Биография
Спиридонов Михаил Григорьевич родился 28 апреля 1952 года в Уфе. В 1970 году окончил Детскую художественную школу № 1 г. Уфы
им. А. А. Кузнецова.
В настоящее время живёт и работает в Уфе.
В творчестве относится к представителям метафизического художественного направления.
Местонахождение произведений: галереи США, Германии, Польши, Израиля, Франции, коллекции Башкирского художественного музея им М. Нестерова, галерей «Мирас», «Урал» (Уфа), Музея им. К. А. Савицкого (г. Пенза), дом  ученых СО РАН, в частных собраниях в России и за рубежом.

## Выставки
Спиридонов Михаил Григорьевич является участником республиканских, зональных, региональной, всероссийской и зарубежной выставок с 1976 года. Его около 70 персональных выставок проходили в городах РБ и РФ. Он — участник  коллективных выставок в городах — Уфе, Москве, Вологде, Тюмени, Свердловске, Челябинске, Варшаве ...

## Работы
«Уфимский дворик», 1977; «Шорохи», 1979; «Путешествие в отрезке времени», 1987; «Белый путь», 1993; «Светозария», 2001; «Незнакомый полустанок», 2007; «Зов», 1990; «Путники», 1992.
«Мерцающая свинья», «Красное окно», «Путешествие в отрезке времени».